# CeCé Telfer
CeCé Telfer (* in Jamaika) ist eine Leichtathletin. 2019 gewann sie als erste offen transsexuelle Person einen NCAA-Titel. Während ihres Krankenpflege-Studiums trat Telfer zunächst im Männer-Team ihrer Hochschule an. Nach ihrem Coming-out und dem Beginn ihrer Transition startete sie bei Frauenbewerben und siegte im Juni 2019 im 400-Meter-Hürdenlauf am NACC-Division-II-Turnier.

## Karriere
Telfer ist eine Transfrau, die zunächst 2016 und 2017 für das Leichtathletik-Männer-Team der Franklin Pierce University antrat. Im 400-Meter-Hürdenlauf der Männer (36-Zoll-Hürden) belegte sie 2016 den 200. und 2017 den 390. Platz unter den NCAA-Division-II-Athleten.
Nach den damaligen NCAA-Regeln durften Transgender-Athletinnen in Frauenbewerben antreten, wenn sie zuvor ein Jahr lang eine Testosteron-Suppressionstherapie absolvierten. (Die Regeln wurden seither geändert.) Nach regionalen Vorausscheidungen war Telfer aufgrund ihrer erreichten Zeiten national auf dem dritten Platz im 60-Meter-Hürdenlauf und dem siebten Platz im 200-Meter-Lauf gereiht und qualifizierte sich damit für die nationalen NCAA-Frauenbewerbe der Outdoor Track and Field Championships 2019. Dort wurde sie Sechste im 60-Meter-Hürdensprint und siegte im 400-Meter-Hürdenlauf (30-Zoll-Hürden).
Öffentliche Aufmerksamkeit erlangte Telfer, als Donald Trump Jr. auf Twitter einen Artikel verlinkte, in dem Telfer als „biologischer Mann“ bezeichnet wurde. Trump Jr. nannte Telfers Erfolge in Frauenbewerben „eine weitere große Ungerechtigkeit gegenüber so vielen jungen Frauen, die ihr ganzes Leben lang trainiert haben, um herausragende Leistungen erzielen zu können“.
Telfer wollte bei den Olympischen Spielen 2020 in Tokio im 400-Meter-Hürdenlauf antreten. Weil sie die Qualifikationsnorm von 56,50 s für die Teilnahme an den US-Ausscheidungswettkämpfen nicht erfüllte, schwächte die USATF die Anforderungen ab, und Telfer sollte mit einer Saisonbestleistung von 57,5 s im Jahr 2021 an den Ausscheidungswettkämpfen für Tokio teilnehmen dürfen. Letztlich wurde sie von der Veranstaltung ausgeschlossen, weil sie nicht in der Lage war, die Erfüllung der Teilnahmebedingungen für Transgender-Athleten (konkret die Einhaltung der maximal erlaubten Testosteron-Konzentration in den vorangegangenen 12 Monaten) nachzuweisen.

## Privatleben
Telfer wurde in Jamaika geboren und bei ihrer Geburt als männlich eingestuft. Sie wuchs als eines von drei Kindern bei ihrer alleinerziehenden Mutter auf. Als sie 12 Jahre alt war, zog die Familie nach Kanada, bevor sich die Familie in Lebanon, New Hampshire niederließ. Ihr Highschool-Trainer warb sie für die Leichtathletik an.
2024 veröffentlichte sie ihr Buch „Make It Count: My Fight to Become the First Transgender Olympic Runner“ im Grand Central Publishing Verlag.